# Ізотропний вектор
Ізотропний вектор (нуль-вектор) — ненульовий вектор псевдоевклідового векторного простору (над полем дійсних чисел) або унітарного векторного простору (над полем комплексних чисел), ортогональний самому собі, або, що еквівалентно, який має нульову довжину в сенсі скалярного добутку розглянутого простору. Найменування ізотропний пов'язане з фізичним поняттям ізотропії.
У евклідових просторах таких векторів немає — нульову довжину мають лише вектори, рівні нулю. У псевдоевклідових просторах ізотропні вектори існують і утворюють ізотропний конус. А саме, вектор {\displaystyle \xi \neq 0} векторного простору {\displaystyle E} над полем {\displaystyle F} дійсних чи комплексних чисел із заданою як скалярний добуток невиродженою білінійною формою {\displaystyle \Phi :E\times E\to F} із сигнатурою {\displaystyle (p,q)} ізотропний, якщо {\displaystyle \Phi (\xi ,\xi )=0}.

## Пов'язані поняття

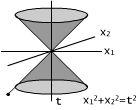
Ізотропний конус у просторі

- Ізотропним конусом псевдоевклідового або унітарного векторного простору називають множину, що складається з усіх векторів нульової довжини цього простору, тобто всіх ізотропних векторів і нульового вектора.

- Ізотропний підпростір — підпростір псевдоевклідового або унітарного векторного простору, що повністю міститься в ізотропному конусі цього простору, тобто складається з векторів нульової довжини. Підпростір є ізотропним тоді й лише тоді, коли будь-які два його вектори ортогональні один одному[1]. Максимальна розмірність ізотропного підпростору псевдоевклідового простору сингатури {\displaystyle (p,q)} не перевершує {\displaystyle \min(p,q)}[2].

- Вироджений підпростір — підпростір псевдоевклідового або унітарного векторного простору, обмеження скалярного добутку на який вироджене. Підпростір є виродженим тоді й лише тоді, коли він містить хоча б один ізотропний вектор, ортогональний решті векторів цього підпростору[1]. Очевидно, будь-який ізотропний підпростір є виродженим, але не навпаки.

## Приклади

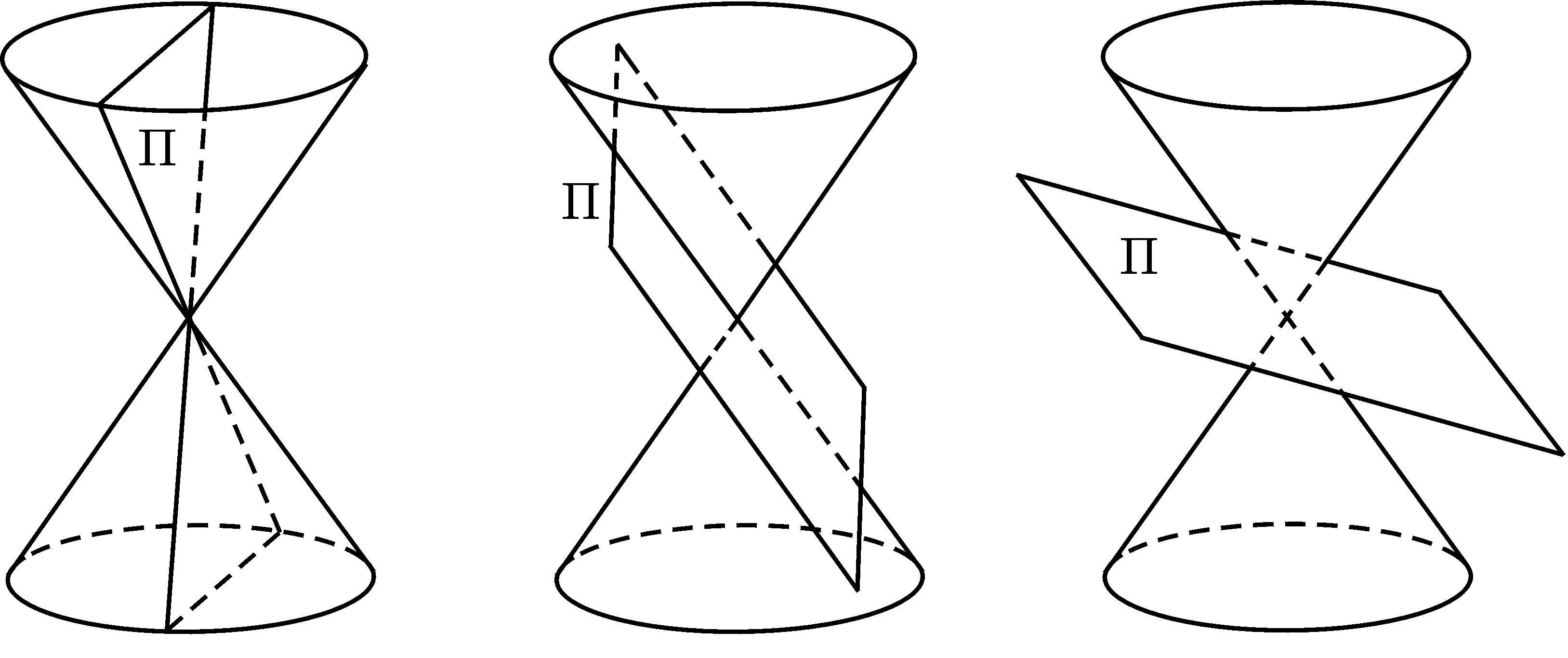
Взаємне розташування площини та ізотропного конуса у просторі. Зліва направо: площина псевдоевклідова, вироджена, евклідова.

- Найпростіший приклад — ізотропні вектори та ізотропний конус у {\displaystyle \mathbb {R} _{1}^{3}} — псевдоевклідовому просторі сигнатури (2,1). Квадрат довжини вектора {\displaystyle e=(x,y,z)} задається формулою {\displaystyle |e|^{2}=\langle e,e\rangle =x^{2}+y^{2}-z^{2}}. Ізотропний конус — прямий круговий конус {\displaystyle x^{2}+y^{2}-z^{2}=0}. Ізотропні підпростори — прямі (твірні), що лежать на ньому, вироджені підпростори (відмінні від ізотропних) — площини, які дотикаються до ізотропного конуса, тобто мають із ним рівно одну спільну пряму. Решта площин є або евклідовими (якщо перетинаються з ізотропним конусом лише в його вершині), або псевдоевклідовими сигнатури (1,1) (якщо перетинаються з ним по двох різних прямих)[3].

- Важливим прикладом є ізотропні вектори та ізотропний конус у просторі Мінковського {\displaystyle \mathbb {R} _{1}^{4}} — псевдоевклідовому просторі сигнатури (1,3), що використовується як геометрична інтерпретація простору-часу в спеціальній теорії відносності. У цьому просторі кожен вектор має чотири координати: {\displaystyle e=(ct,x,y,z)}, де {\displaystyle c} ― швидкість світла, і квадрат його довжини задається формулою {\displaystyle |e|^{2}=\langle e,e\rangle =(ct)^{2}-x^{2}-y^{2}-z^{2}}. Ізотропний конус простору Мінковського називають світловим конусом, а ізотропні вектори — світловими або світлоподібними. Вектори, що лежать усередині світлового конуса ({\displaystyle |e|^{2}>0}), називають часоподібними, а вектори, що лежать поза світловим конусом ({\displaystyle |e|^{2}<0}), називають простороподібними.